# Philautus gunungensis
Philautus gunungensis es una especie de rana que habita en una única localidad del norte de Borneo.